# Thisbe atlantis
Thisbe atlantis är en fjärilsart som beskrevs av Hans Ferdinand Emil Julius Stichel 1910. Thisbe atlantis ingår i släktet Thisbe och familjen Riodinidae. Inga underarter finns listade i Catalogue of Life.